# Hickelia
Els bambús del gènere Hickelia de la subfamília de les bambusòidies de la família de les poàcies, són plantes de clima tropical.

## Taxonomia
- Hickelia madagascariensis (Madagascar)